# Rutilia setosa
Rutilia setosa là một loài ruồi trong họ Tachinidae.